# 市川幸介
市川 幸介（いちかわ こうすけ）は、テレビ朝日の番組プロデューサー。

## 受賞歴
- 2007年 日本民間放送連盟賞 特別表彰部門（青少年教育番組） - 『題名のない音楽会21 〜熱血指導！ 高校生吹奏楽クリニック』ディレクター[2]